# Мідянське сільське поселення (Юр'янський район)
Мідя́нське сільське поселення (рос. Медянское сельское поселение) — адміністративна одиниця у складі Юр'янського району Кіровської області Росії. Адміністративний центр поселення — село Мідяни.

## Історія
Станом на 2002 рік на території поселення існували такі адміністративні одиниці:
- Мідянський сільський округ (село Мідяни, присілки Бакічі, Боярки, Брюхани, Васеніни, Велике Чураково, Демидови, Домраченки, Запольці, Зонови, Колишмани, Кузнецовщина, Лаптеви, Лені, Макаренки, Мале Чураково, Нікольська ГЕС, Олькови, Сидоровщина, Сомовщина, Сорокіни, Спащина, Стенічі, Устіновічі, Устьє, Храмушини, Шибани)

Згідно із законом Кіровської області від 7 грудня 2004 року № 284-ЗО у рамках муніципальної реформи шляхом перетворення Мідянського сільського округу.

## Населення
Населення поселення становить 522 особи (2017; 519 у 2016, 533 у 2015, 544 у 2014, 550 у 2013, 541 у 2012, 550 у 2010, 651 у 2002).

## Склад
До складу поселення входять 27 населених пунктів:
| Населений пункт           | Населення, осіб (2002) | Населення, осіб (2010) |
| ------------------------- | ---------------------- | ---------------------- |
| Бакичі, присілок          | 0                      | 0                      |
| Боярки, присілок          | 7                      | 9                      |
| Брюхани, присілок         | 0                      | 0                      |
| Васеніни, присілок        | 0                      | 5                      |
| Велике Чураково, присілок | 11                     | 8                      |
| Демидови, присілок        | 0                      | 0                      |
| Домрачонки, присілок      | 13                     | 22                     |
| Запольці, присілок        | 1                      | 0                      |
| Зонови, присілок          | 0                      | 0                      |
| Колишмани, присілок       | 0                      | 0                      |
| Кузнецовщина, присілок    | 6                      | 6                      |
| Лаптеви, присілок         | 2                      | 1                      |
| Лені, присілок            | 5                      | 4                      |
| Макаренки, присілок       | 0                      | 0                      |
| Мале Чураково, присілок   | 0                      | 0                      |
| Мідяни, село              | 560                    | 469                    |
| Нікольська ГЕС, присілок  | 4                      | 1                      |
| Олькови, присілок         | 5                      | 3                      |
| Сидоровщина, присілок     | 0                      | 0                      |
| Сомовщина, присілок       | 3                      | 0                      |
| Сорокини, присілок        | 22                     | 18                     |
| Спащина, присілок         | 0                      | 0                      |
| Стеничі, присілок         | 2                      | 2                      |
| Устіновичі, присілок      | 5                      | 0                      |
| Устьє, присілок           | 0                      | 0                      |
| Храмушини, присілок       | 1                      | 0                      |
| Шибани, присілок          | 4                      | 2                      |